# Trivero
Trivero (Piedmontese: Trivè) là một đô thị ở tỉnh Biella vùng Piedmont của nước Ý, có vị trí cách khoảng 80 km về phía đông bắc của Torino và khoảng 14 km về phía đông bắc của Biella.
Trivero giáp các đô thị: Camandona, Caprile, Crevacuore, Curino, Mezzana Mortigliengo, Mosso, Portula, Pray, Scopello, Soprana, Strona, Vallanzengo, Valle Mosso, Valle San Nicolao.